# Квіткоїд острівний
Квіткоїд острівний (Dicaeum nitidum) — вид горобцеподібних птахів родини квіткоїдових (Dicaeidae).

## Поширення
Ендемік архіпелагу Луїзіада, що належить Папуа Новій Гвінеї. Його природне середовище проживання — тропічні вологі ліси.

## Спосіб життя
Раціон птаха складається з фруктів і ягід, а також, ймовірно, з нектару та пилку. Трапляється переважно в кроні дерев і шукає поживу наодинці або парами, часто його можна спостерігати в змішаних зграях птахів.

## Підвиди
Включає два підвиди:
- Dicaeum nitidum nitidum Tristram 1889
- Dicaeum nitidum rosseli Rothschild & Hartert 1914